# Schräge Musik

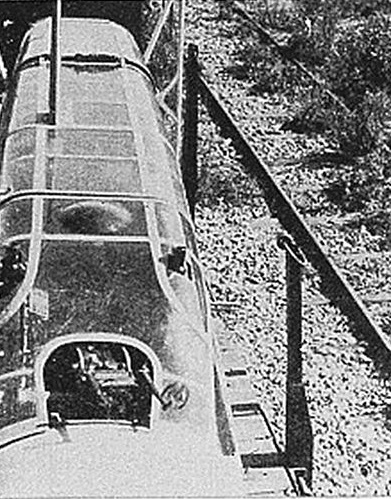
Fuselage d'un Messerschmitt Bf 110 vu de l'arrière. L'extrémité des deux canons de la Schräge Musik dépasse légèrement au-dessus du cockpit arrière.

Schräge Musik est le nom donné à l'installation de canons automatiques tirant vers le haut à bord des chasseurs de nuit de la Luftwaffe durant la Seconde Guerre mondiale. L'expression est un jeu de mots faisant référence à la fois à la disposition oblique des armes, puisque l'adjectif allemand « schräg » signifie notamment « oblique », et à l'appellation donnée par la propagande allemande de l'époque à la musique jazz : « schräge Musik », c'est-à-dire « musique bizarre ».

## Seconde Guerre mondiale

### Allemagne

#### Développement
L'instigateur de l'adoption de la Schräge Musik par la Luftwaffe est l’Oberleutnant Rudolf Schoenert (en), un ancien pilote de la Lufthansa devenu un as titulaire de la croix de Chevalier. Il prétendait que pour un pilote moyen, il était plus facile de toucher un bombardier en volant dessous et en tirant vers le haut que par les méthodes d’attaque classique : approche par l’arrière, piqué, redressement, réglage de la vitesse et enfin ouverture du feu. Il a commencé à préconiser ceci en 1941. La première installation fut faite vers la fin 1942, dans un Dornier Do 17 Z-10 équipé du radar Lichtenstein. Les résultats étaient peu concluants et le développement fut mis en suspens pendant une année. Néanmoins à l’été 1942, Schönert, alors commandant de la II/NJG 5, reçut l’autorisation d’expérimenter au combat trois Dornier Do 217 pourvus d’une batterie de deux, puis quatre canons de calibre 20 mm tirant en oblique vers le haut, sous un angle de 70°. Les résultats dépassèrent toutes les espérances, et tous les Do 217 furent ensuite équipés de quatre canons Mauser MG 151 utilisant le même procédé de tir. Cet armement particulier fut monté plus tard sur les Messerschmitt Bf 110 et le Junkers Ju 88. A la fin de 1943 un tiers des chasseurs de nuit allemands portait des armes tirant vers le haut.
Liste d'appareils concernés :
- Focke-Wulf Fw 58 N
- Messerschmitt Bf 110
- Dornier Do 217 N-2
- Junkers Ju 88 G
- Dornier Do 535
- Heinkel He 219

### Japon
Certains Ki-45 KAIa possédaient ce type d'armement. 

### Royaume-Uni
Avant la guerre, dans la plupart des pays industrialisés, on fondait de grands espoirs pour l'interception des bombardiers ennemis sur des chasseurs lourds, souvent multimoteurs et presque toujours multiplaces. La Grande-Bretagne conçut le monomoteur biplace Boulton Paul Defiant dont l'armement de quatre mitrailleuses de 7,7 mm était entièrement situé dans une tourelle arrière motorisée orientable sur 360 degrés. Il était spécifiquement conçu pour attaquer les bombardiers ennemis par en dessous, partie supposée la moins défendue.
Malheureusement, le Defiant n'était pas de taille contre les escortes de chasse des bombardiers allemands. Il ne possédait pas d'arme fixe tirant vers l'avant, contrairement à son ancêtre le Bristol F.2 de la Première Guerre mondiale. De plus, il était propulsé par le même moteur que le chasseur monoplace Hawker Hurricane (lui-même déjà dépassé en 1939) alors qu'il était plus lourd avec son deuxième homme d'équipage. Il était donc plus lent. Le Defiant était totalement inadapté aux combats tournoyants de la bataille de France au printemps 1940. Dans un premier temps, quelques succès locaux furent obtenus, lorsque des Messerschmitt Bf 109 confondaient les Defiant avec des Hurricane et les attaquaient par-derrière en plongeant, comme cela arriva au Squadron n° 264 au-dessus de Dunkerque le 29 mai 1940. Très vite les pilotes allemands comprirent la vulnérabilité des Defiant et les pertes s'accumulèrent. 
Le même phénomène se reproduisit durant la bataille d'Angleterre. Le 18 juillet 1940, neuf Defiant du Squadron n° 141 patrouillant au large de Folkestone furent surpris par des Messerschmitt Bf 109. En quelques minutes de combat inégal, cinq Defiant furent abattus (quatre pilotes et cinq mitrailleurs tués) et un sixième gravement endommagé. Seule l'arrivée des Hurricane du Squadron n° 111 sauva le Squadron n° 141 de l'anéantissement total. Après cet épisode tragique, qui devint célèbre au sein du Fighter Command comme "le massacre des Innocents", le Defiant fut retiré des combats de jour et transformé en chasseur de nuit. Toutefois même dans ce rôle il ne fut pas un grand succès, son manque de puissance étant un handicap pour embarquer les premiers radars, primitifs et volumineux. Dès 1941 les Defiant commençèrent à être remplacés dans les unités de chasse de nuit par des Bristol Beaufighter, puissant bimoteur avec un radar dans le nez. La carrière du Defiant dans la chasse de nuit s'acheva en mai 1942.

### États-Unis
Les États-Unis furent le seul pays belligérant de la Seconde Guerre mondiale à envoyer au combat un chasseur nocturne expressément conçu pour ce seul rôle, le Northrop P-61 Black Widow (veuve noire). Ce chasseur triplace, bimoteur bipoutre à hautes performances, avait pour armement principal quatre canons Hispano de 20 mm sous le fuselage, mais comme armement auxiliaire quatre mitrailleuses Browning M2 de 12,7 mm dans une tourelle télécommandée, orientable à 360 degrés, située sur le dos en arrière du poste de pilotage. Elle pouvait être utilisée pour tirer sur des cibles volant plus haut, ou sur l'arrière de l'appareil.